# Yūki Kawata
Pour les articles homonymes, voir Kawata.
Yūki Kawata (河田 悠希, Kawata Yūki) est un archer japonais né le 16 juin 1997. Il a remporté avec Takaharu Furukawa et Hiroki Muto la médaille de bronze du tir à l'arc par équipes masculin aux Jeux olympiques d'été de 2020 à Tokyo.